# Ardud
Ardud (německy Erdeed, maďarsky Erdőd) je rumunské město v župě Satu Mare na severozápadě země. V roce 2011 zde žilo 6 231 obyvatel.
Administrativní součástí města jsou i vesnice Mădăras, Baba Novac, Gerăușa, Sărătura a Ardud Vii.

## Historie
Nejstarší archeologické nálezy v regionu pochází z doby bronzové. První písemná zmínka pochází z roku 1215, nicméně v roce 1187 je zmiňován rod Bakoch de Genere Erdewd, starý tvar jména rodu Erdődyů.
V roce 1378 se obec stala správním centrem. V roce 1481 byl severozápadně od Ardudu postaven hrad. Svůj vojenský význam ale brzy ztratil a od roku 1730 byl přestavován na zámek. Od 19. století chátral a během druhé světové války byl zničen úplně.
V 18. století se v Ardudu stejně jako v dalších oblastech Satumarské župy začali usazovat němečtí osadníci – satmarští Švábové.
Do roku 1918 byla obec součástí Uherského království. Po první světové válce připadla Rumunsku, v letech 1940 až 1944 v důsledku druhé vídeňské arbitráže opět připadlo Maďarsku. 
V roce 2006 získal Ardud status města.

## Ekonomika
Nejdůležitějšími hospodářskými odvětvími jsou zpracování dřeva, stavební průmysl, zemědělství a obchod.